# Persone di nome Ciro
| Questa pagina contiene informazioni ricavate automaticamente dalle voci biografiche con l'ausilio del template Bio e di un bot. L'aggiornamento è periodico e automatico e ricostruisce completamente la pagina. Se manca una persona in questa lista, sei pregato di non aggiungerla, ma accertati piuttosto che la sua voce biografica contenga il template Bio e che i dati anagrafici siano correttamente compilati. Se il template Bio manca, inseriscilo tu stesso o, in alternativa, metti l'avviso {{tmp\|Bio}} che ne segnala la mancanza. Se i dati riportati sono sbagliati, correggi direttamente la voce biografica; le modifiche saranno visibili in questa lista entro pochi giorni. Per chiarimenti vedi il progetto antroponimi. La lista contiene solo le 97 persone che sono citate nell'enciclopedia e per le quali è stato implementato correttamente il template Bio. Pagina aggiornata al 6 ago 2025. |

Questa è una lista di persone presenti nell'enciclopedia che hanno il nome Ciro, suddivise per attività principale.

## Allenatori di calcio(6)
- Ciro Bilardi, allenatore di calcio e ex calciatore italiano (Ischia, n. 1953)
- Ciro De Cesare, allenatore di calcio e ex calciatore italiano (Salerno, n. 1971)
- Ciro Ferrara, allenatore di calcio e ex calciatore italiano (Napoli, n. 1967)
- Ciro Ferrara, allenatore di calcio e ex calciatore italiano (Napoli, n. 1967)
- Ciro Ginestra, allenatore di calcio e ex calciatore italiano (Pozzuoli, n. 1979)
- Ciro Muro, allenatore di calcio e ex calciatore italiano (Napoli, n. 1964)

## Archeologi(1)
- Ciro Drago, archeologo e politico italiano (Sciacca, n. 1895 - Palermo, † 1960)

## Architetti(1)
- Ciro Cuciniello, architetto italiano (Resina, n. 1784 - Napoli, † 1847)

## Arcivescovi(2)
- Ciro II di Edessa, arcivescovo siro († 498)
- Ciro, arcivescovo e santo bizantino

## Arcivescovi cattolici(1)
- Ciro Miniero, arcivescovo cattolico italiano (Napoli, n. 1958)

## Artisti(1)
- Jorit, artista italiano (Quarto, n. 1990)

## Attori(7)
- Ciro Berardi, attore cinematografico italiano (Padova, n. 1895 - Roma, † 1952)
- Ciro Ceruti, attore e regista teatrale italiano (Napoli, n. 1971)
- Ciro Esposito, attore italiano (Napoli, n. 1981)
- Ciro Galvani, attore italiano (Castel San Pietro Terme, n. 1867 - Castel San Pietro Terme, † 1956)
- Xiro Papas, attore e produttore cinematografico italiano (Torre Annunziata, n. 1933 - Padova, † 1980)
- Ciro Petrone, attore italiano (Napoli, n. 1987)
- Ciro Priello, attore, personaggio televisivo e youtuber italiano (Napoli, n. 1986)

## Bibliotecari(1)
- Ciro Giannelli, bibliotecario, filologo classico e bizantinista italiano (Roma, n. 1905 - La Spezia, † 1959)

## Calciatori(7)
- Ciro Caruso, ex calciatore italiano (Napoli, n. 1973)
- Mario Cevenini, calciatore italiano (Chiavari, n. 1891 - † 1987)
- Ciro Henrique Alves Ferreira e Silva, calciatore brasiliano (Salgueiro, n. 1989)
- Ciro Immobile, calciatore italiano (Torre Annunziata, n. 1990)
- Ciro Pezzella, calciatore italiano (Ercolano, n. 1954 - Mola di Bari, † 1983)
- Ciro Rius, calciatore argentino (Villa Ramallo, n. 1988)
- Ciro Visciano, calciatore italiano (Torre Annunziata)

## Canoisti(1)
- Ciro Ardito, canoista italiano (Milano, n. 1970)

## Cantanti(1)
- Ciro Formisano, cantante e attore italiano (Napoli, n. 1888 - Napoli, † 1963)

## Cantautori(3)
- Ciro Dammicco, cantautore, compositore e produttore cinematografico italiano (Bari, n. 1947)
- Tony Marciano, cantautore italiano (Torre Annunziata, n. 1965)
- Ciro Sebastianelli, cantautore italiano (Napoli, n. 1950 - Milano, † 2009)

## Chimici(1)
- Ciro Ravenna, chimico italiano (Ferrara, n. 1878 - Auschwitz, † 1944)

## Clarinettisti(1)
- Ciro Scarponi, clarinettista e compositore italiano (Torgiano, n. 1950 - Perugia, † 2006)

## Collaboratori di giustizia(1)
- Ciro Sarno, collaboratore di giustizia e mafioso italiano (Napoli, n. 1958)

## Compositori(2)
- Ciro Grassi, compositore e organista italiano (Cavriana, n. 1868 - Padova, † 1952)
- Ciro Pinsuti, compositore italiano (Sinalunga, n. 1828 - Firenze, † 1888)

## Conduttori televisivi(1)
- Ciro Di Maio, conduttore televisivo, attore e fotoreporter italiano (Napoli, n. 1975)

## Costituzionalisti(1)
- Ciro Sbailò, costituzionalista e filosofo italiano (Ottaviano, n. 1960)

## Critici cinematografici(1)
- Ciro Giorgini, critico cinematografico e autore televisivo italiano (Roma, n. 1952 - Roma, † 2015)

## Dirigenti sportivi(3)
- Ciro Capuano, dirigente sportivo e ex calciatore italiano (Napoli, n. 1981)
- Ciro Polito, dirigente sportivo e ex calciatore italiano (Napoli, n. 1979)
- Ciro Vigorito, dirigente sportivo, giornalista e imprenditore italiano (Ercolano, n. 1939 - Avellino, † 2010)

## Doppiatori(1)
- Ciro Imparato, doppiatore italiano (Torino, n. 1962 - Torino, † 2015)

## Fisici(1)
- Ciro Chistoni, fisico italiano (Ostiano, n. 1852 - Casalromano, † 1927)

## Generali(1)
- Ciro Di Martino, generale e dirigente sportivo italiano (Sant'Antimo, n. 1925 - Roma, † 2012)

## Geologi(1)
- Ciro Andreatta, geologo italiano (Pergine, n. 1906 - Bologna, † 1960)

## Giocatori di biliardo(1)
- Ciro Davide Rizzo, giocatore di biliardo italiano (Palermo, n. 1978)

## Giornalisti(2)
- Ciro Cafforio, giornalista e archeologo italiano (Grottaglie, n. 1887 - Grottaglie, † 1963)
- Ciro Paglia, giornalista e saggista italiano (Salerno, n. 1940 - Bettona, † 2013)

## Grammatici(1)
- Ciro Trabalza, grammatico e critico letterario italiano (Bevagna, n. 1871 - Roma, † 1936)

## Ingegneri(2)
- Ciro Ciri, ingegnere italiano (Castel Durante)
- Ciro Contini, ingegnere italiano (Ferrara, n. 1873 - Los Angeles, † 1952)

## Letterati(1)
- Ciro Caversazzi, letterato italiano (Bergamo, n. 1865 - Bergamo, † 1947)

## Mafiosi(2)
- Ciro Mazzarella, mafioso italiano (Napoli, n. 1940 - Napoli, † 2018)
- Ciro Terranova, mafioso italiano (Corleone, n. 1889 - Manhattan, † 1938)

## Medici(3)
- Ciro Angelillis, medico e storico italiano (Monte Sant'Angelo, n. 1873 - Arezzo, † 1956)
- Ciro di Alessandria, medico e santo egiziano (Alessandria d'Egitto - Canopo, † 303)
- Ciro Pollini, medico e naturalista italiano (Alagna, n. 1782 - Verona, † 1833)

## Militari(3)
- Ciro De Vita, militare italiano (Napoli, n. 1959 - Lugagnano di Sona, † 2006)
- Ciro Menotti, militare italiano (Roma, n. 1919 - fronte russo, † 1942)
- Ciro Scianna, militare italiano (Bagheria, n. 1891 - Monte Asolone, † 1918)

## Musicisti(1)
- Ciro Pagano, musicista e produttore discografico italiano (Bologna, n. 1958)

## Nuotatori(1)
- Ciro Marques Delgado, ex nuotatore brasiliano (União da Vitória, n. 1961)

## Opinionisti(1)
- Ciro Alessandro Sacco, opinionista e saggista italiano (Torino, n. 1968)

## Patrioti(1)
- Ciro Menotti, patriota italiano (Migliarina di Carpi, n. 1798 - Modena, † 1831)

## Pittori(2)
- Ciro Ferri, pittore italiano (Roma, n. 1634 - Roma, † 1689)
- Ciro Punzo, pittore italiano (Napoli, n. 1850 - † 1925)

## Poeti(1)
- Ciro di Pers, poeta italiano (Pers, n. 1599 - Pers, † 1663)

## Politici(8)
- Ciro Alfano, politico italiano (Napoli, n. 1954)
- Ciro Borriello, politico italiano (Torre del Greco, n. 1957)
- Ciro Cirillo, politico italiano (Napoli, n. 1921 - Torre del Greco, † 2017)
- Ciro Falanga, politico italiano (Torre del Greco, n. 1951)
- Ciro Gomes, politico brasiliano (Pindamonhangaba, n. 1957)
- Zelindo Ciro Martignoni, politico italiano (San Benedetto Po, n. 1897 - † 1973)
- Ciro Maschio, politico italiano (Negrar, n. 1971)
- Ciro Rodriguez, politico statunitense (Piedras Negras, n. 1946)

## Poliziotti(2)
- Ciro Capobianco, poliziotto italiano (Napoli, n. 1960 - Roma, † 1981)
- Ciro Siciliano, carabiniere italiano (Portici, n. 1908 - Forno, † 1944)

## Presbiteri(1)
- Papa Ciro, presbitero e brigante italiano (Grottaglie, n. 1775 - Francavilla Fontana, † 1818)

## Principi(1)
- Ciro il Giovane, principe persiano (Cunassa, † 401 a.C.)

## Produttori cinematografici(1)
- Ciro Ippolito, produttore cinematografico, sceneggiatore e attore italiano (Napoli, n. 1947)

## Pugili(1)
- Ciro De Leva, ex pugile italiano (Napoli, n. 1959)

## Registi(3)
- Ciro D'Emilio, regista e sceneggiatore italiano (Pompei, n. 1986)
- Ciro De Caro, regista e sceneggiatore italiano (Roma, n. 1975)
- Ciro Guerra, regista e sceneggiatore colombiano (Río de Oro, n. 1981)

## Schermidori(1)
- Ciro Verratti, schermidore e giornalista italiano (Archi, n. 1907 - Milano, † 1971)

## Sciatori alpini(1)
- Ciro Sertorelli, ex sciatore alpino italiano (n. 1962)

## Scrittori(4)
- Ciro Alegría, scrittore e giornalista peruviano (Hacienda Quilca, n. 1909 - Lima, † 1967)
- Ciro Ascione, scrittore italiano (Torre del Greco, n. 1968)
- Ciro Goiorani, scrittore e giornalista italiano (Pescia, n. 1834 - Roma, † 1908)
- Ciro Spontone, scrittore e politico italiano (Bologna)

## Sovrani(2)
- Ciro II di Persia, sovrano (Anshan, n. 590 a.C. - Iassarte, † 530 a.C.)
- Ciro I di Persia, sovrano persiano

## Storici(1)
- Ciro Saverio Minervini, storico e religioso italiano (Molfetta, n. 1734 - Napoli, † 1805)

## Teologi(1)
- Ciro di Alessandria, teologo e vescovo bizantino

## Vescovi cattolici(1)
- Ciro Fanelli, vescovo cattolico italiano (Lucera, n. 1964)